# Rue de Barbin
La rue de Barbin est une rue de Nantes, en France.

## Caractéristiques
La rue de Barbin est une petite voie de Nantes. Elle débute dans le prolongement de la rue des Quarts-de-Barbin, en tunnel sous le boulevard Amiral-Courbet qui, à cet endroit, forme une rampe d'accès au pont de la Motte-Rouge. Juste après ce tunnel, elle oblique presque à angle droit pour se diriger vers le sud-est. À son extrémité sud, elle passe en tunnel sous le quai de Versailles et débouche directement sur l'Erdre. Les derniers mètres, avant et pendant le tunnel, ne sont pas carrosables et sont exclusivement accessibles aux piétons et cyclistes.
Vers son premier tiers, la rue croise la rue Fontaine-de-Barbin (qui passe également en tunnel sous le boulevard Amiral-Courbet) et la rue de l'Ouche-de-Versailles. À sa moitié, une voie privée, l'avenue Charles-Gris, remonte vers le quai de Versailles, mais son accès est barré par une grille.

## Historique
La rue de Barbin tire son nom du village de Barbin, un ancien port fluvial sur l'Erdre,. Ce port s'est développé autour de la chaussée de Barbin, une digue construite au VIe siècle, permettant de traverser la rivière et de contrôler le niveau de l'eau en amont : la navigation y était interrompues et les marchandises étaient débarquées à cette endroit pour être acheminées vers les marchés nantais.
La construction du canal de Nantes à Brest, nécessitant une navigation sans obstacle, conduit à la destruction de la chaussée en 1887. Le pont de la Motte-Rouge est édifié en 1886, le boulevard Amiral-Courbet étant percé en 1885. La hauteur du pont, nécessaire à la navigation sur l'Erdre, explique que la voirie plus ancienne, comme la rue de Barbin, soit surplombée par la voirie plus récente.